# Đại hội Thể thao Bán đảo Đông Nam Á 1973
Đại hội Thể thao Bán đảo Đông Nam Á năm 1973, với tên gọi chính thức là Đại hội Thể thao Bán đảo Đông Nam Á lần thứ 7, là một sự kiện thể thao đa môn khu vực Đông Nam Á được tổ chức tại Singapore từ ngày 1 đến ngày 8 tháng 9 năm 1973, với 16 môn thể thao được đưa vào thi đấu. Đây là lần đầu tiên Singapore đăng cai tổ chức đại hội này. Singapore là quốc gia thứ tư tổ chức Đại hội Thể thao Đông Nam Á, sau Thái Lan, Miến Điện (nay là Myanmar) và Malaysia. Đại hội được khai mạc và bế mạc bởi Tổng thống Singapore, ông Benjamin Sheares, tại Sân vận động Quốc gia Singapore. Thái Lan đứng đầu bảng tổng sắp huy chương, tiếp theo là nước chủ nhà Singapore và Malaysia.

## Đoàn thể thao tham dự
- Miến Điện
- Cộng hòa Khmer
- Lào
- Malaysia
- Singapore (chủ nhà)
- Việt Nam Cộng hòa
- Thái Lan

## Bảng tổng sắp huy chương
| Hạng               | Đoàn                 | Vàng | Bạc | Đồng | Tổng số |
| ------------------ | -------------------- | ---- | --- | ---- | ------- |
| 1                  | Thái Lan (THA)       | 47   | 25  | 27   | 99      |
| 2                  | Singapore (SIN)      | 45   | 50  | 45   | 140     |
| 3                  | Malaysia (MAS)       | 30   | 35  | 50   | 115     |
| 4                  | Miến Điện (BIR)      | 28   | 24  | 15   | 67      |
| 5                  | Cộng hòa Khmer (KHM) | 9    | 12  | 30   | 51      |
| 6                  | Việt Nam (VNM)       | 2    | 13  | 10   | 25      |
| 7                  | Lào (LAO)            | 0    | 5   | 4    | 9       |
| Tổng số (7 đơn vị) | Tổng số (7 đơn vị)   | 161  | 164 | 181  | 506     |

## Môn thể thao
- Thể thao dưới nước  (chi tiết)

- Điền kinh  (chi tiết)

- Cầu lông  (chi tiết)

- Bóng rổ  (chi tiết)

- Quyền Anh  (chi tiết)

- Xe đạp  (chi tiết)

- Bóng đá  (chi tiết)

- Khúc côn cầu  (chi tiết)

- Judo  (chi tiết)

- Thuyền buồm  (chi tiết)

- Cầu mây  (chi tiết)

- Bắn súng  (chi tiết)

- Bóng bàn  (chi tiết)

- Quần vợt  (chi tiết)

- Bóng chuyền  (chi tiết)

- Cử tạ  (chi tiết)